# Polyimide

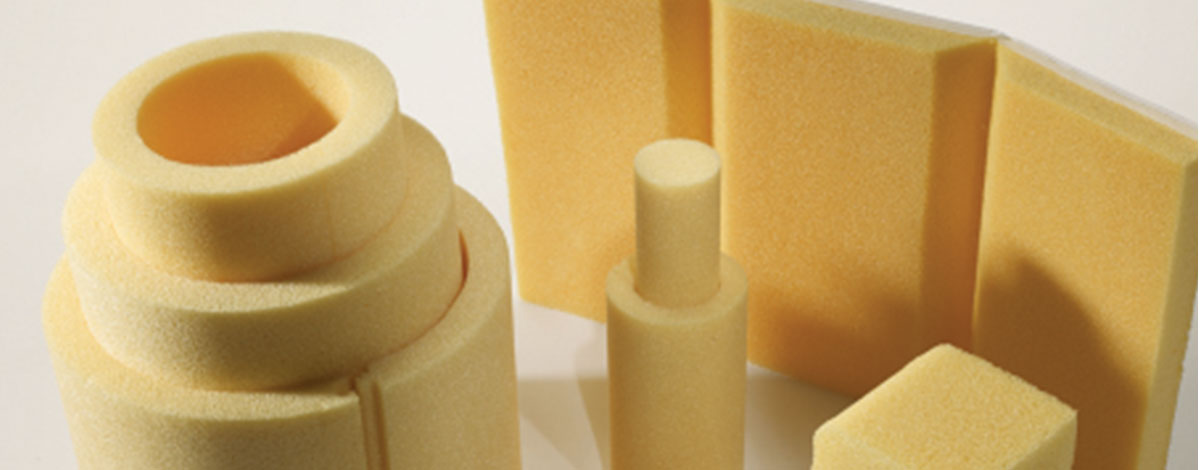
Solimide isolatieschuim

Een polyimide (afgekort PI) is een polymeer van imide-monomeren, dat behoort tot de klasse van hoogwaardige kunststoffen.

## Geschiedenis
Het eerste polyimide werd in 1908 ontdekt door Bogart en Renshaw. Ze ontdekten dat 4-amino-ftaalzuuranhydride niet smelt bij verhitting, maar wel water afgeeft bij de vorming van een polyimide. Het eerste semialifatische polyimide werd bereid door Edward en Robinson door smeltfusie van diaminen en tetrazuren of diaminen en dizuren / di-ester. 
Een bekende merknaam van op polyimide gebaseerde composities is Kapton. Dit was het eerste polyimide en het was van aanzienlijk commercieel belang. Kapton werd in de jaren vijftig ontwikkeld door DuPont, dat een succesvolle synthese van polyimide ontwikkelde. Tot op heden worden de meeste polyimiden nog steeds op dezelfde manier geproduceerd. De vervaardiging bestaat uit de condensatie van pyromellietzuurdianhydride en 4,4'-oxydianiline. Sinds 1955 zijn polyimiden in massaproductie.

## Toepassingen
Dit type polymeer heeft een hoge hittebestendigheid en behoort tot de thermoresistente plastics. Het wordt gebruikt in diverse toepassingen waarbij robuustheid belangrijk is, bijvoorbeeld in hogetemperatuurbrandstofcellen en displays. 

### Coating
Polyimidecoating wordt gebruikt op diverse apparaten die gasdicht moeten blijven of waar de elektrische isolatie belangrijk is en waarbij temperatuurschommelingen moeten worden beperkt. Als coating is het zeer flexibel, heeft het de eigenschap gasdicht te maken en kan het goed tegen temperatuurschommelingen. Hierdoor is het bijvoorbeeld ideaal in een kolom van een gaschromatograaf, op thermoresistente tape, in uv/röntgen-apparatuur en bevestigingen die elektrisch moeten isoleren, maar wel warm kunnen worden.